# Komen
Komen (en italiano Comeno, en alemán Komein) es un municipio esloveno de 3.515 habitantes. Se sitúa en el corazón del Karst esloveno, cerca de la frontera con Italia, país al que perteneció de 1918 a 1945.

## Núcleos de población
El municipio de Komen se compone de los siguientes núcleos de población: Brestovica pri Komnu, Brje pri Komnu, Coljava, Čehovini, Čipnje, Divči, Dolanci, Gabrovica pri Komnu, Gorjansko, Hruševica, Ivanji Grad, Klanec pri Komnu, Kobdilj, Kobjeglava, Koboli, Kodreti, Komen, Lisjaki, Lukovec, Mali Dol, Nadrožica, Preserje pri Komnu, Rubije, Sveto, Šibelji, Škofi, Škrbina, Štanjel, Tomačevica, Trebižani, Tupelče, Vale, Večkoti, Volčji Grad y Zagrajec.

## Personajes notables
- Max Fabiani, arquitecto
- Franco Giraldi, director de cine
- Anton Mahnič, teólogo y obispo de Krk
- Igor Torkar, escritor